# Тищенко Станіслав Дмитрович

Тищенко Станіслав Дмитрович. JPG

Станісла́в Дми́трович Ти́щенко (20 вересня 1937, м. Краматорськ Донецької області — 6 вересня 2008) — український журналіст. Заслужений журналіст України (2002).

## Біографія
Народився у сім'ї металурга. 1956 року закінчив українську середню школу-десятирічку. Того ж року влаштувався в Краматорський металургійний завод імені Куйбишева помічником машиніста паровоза транспортного цеху. У 1957—1959 роках навчався у Мелітопольському технікумі культосвітніх працівників (Запорізька область) на режисерському факультеті.
У 1959—1961 роках працював у культосвітних закладах міста Слов'янська Донецької області, спочатку художнім керівником Районного будинку культури, а потім завідувачем клубу медичних працівників. Влітку 1961 року перейшов у КМЗ ім. Куйбишева і до листопада того ж року працював слюсарем депо транспортного цеху.
У 1961—1964 роках служив строкову службу в Радянській армії зв'язківцем-радіорелейником ракетної частини у місті Біла Церква Київської області. Звільнився у запас у званні старшого сержанта.
Після служби в армії працював помічником токаря Новокраматорського машинобудівного заводу імені Леніна, а з червня 1965 року перейшов на газетну работу. З 1965 по 1969 рік був літературним працівником багатотиражної газети «Строительная газета» тресту «Донмашбуд», з 1969 по 1973 рік — редактором багатотиражної газети «Станкостроитель Краматорска». У 1973 році після закінчення заочного навчання у Ростовському державному університеті, де вчився на відділенні журналістики філологічного факультету (м. Ростов-на-Дону Російської Федерації), був переведений рішенням Донецького обкому КПУ у Донецьк, в обласну українську газету «Радянська Донеччина» на посаду завідувача відділу промисловості. У 1983 році перейшов на таку ж посаду у російськомовну газету «Социалистический Донбасс», де і працює до сьогодні (нині — регіональна масова газета «Донбасс») як оглядач з громадсько-політичних питань.

## Сім'я
Одружений з 1959 року. Дружина Тищенко Ольга Андріївна, 1938 року народження, родом з Житомирщини, закінчила бібліотечний факультет Мелітопольського культосвітнього технікуму, працювала бібліотекарем у Донецькому національному університеті. Нині — пенсіонерка.
Донька Тищенко Вікторія Станіславовна 1961 року народження, має дві вищі освіти фізико-математичного й економічного спрямування. Навчалась в університетах Донецька й Оклахома-Сіті (США). Нині працює у Сполучених Штатах Америки (м. Оклахома-Сіті). Громадянка України.
Батько і мати, а також старший брат Тищенко Олексій Дмитрович 1936 року народження, померли. Має меншого брата Тищенка Володимира Дмитровича. Він громадянин Російської Федерації, мешкає у місті Могильов Республіки Беларусь. Пенсіонер.

## Державні нагороди
- Грамота Президії Верховної Ради Української РСР (Указ Президії Верховної Ради УРСР від 6 грудня 1982 р.)
- Почесне звання «Заслужений журналіст України» (Указ Президента України від 3 червня 2002 року).

Лауреат багатьох творчих журналістських конкурсів у масштабах СРСР, СНД, України і Донецької області. Зокрема:
- - «Золоте перо України» — 1995 рік (конкурс Національної спілки журналістів України НСЖУ);
  - «Журналіст року» — 1996 рік (Міжнародний фестиваль журналістів, що відбувся в Івано-Франківській області);
  - Диплом і срібна медаль «Нестор-літописець»-2000 (Всеукраїнський конкурс «Економіка очима журналіста»);
  - Диплом переможця Міжнародного конкурсу країн СНД «Вопреки» імені Лариси Юдіної — 2002 рік.